# Pop'n music -わくわく! ポップンマンガ-
『pop'n music -わくわく! ポップンマンガ-』（ポップンミュージック - ）は、コナミデジタルエンタテインメントの携帯電話向け有料コミックサイト「週刊コナミ（旧・デジタルコミックス）」内で、2006年8月25日から2012年3月23日まで連載・配信されていたデジタルコミックの4コマ漫画。同社の音楽ゲーム「BEMANIシリーズ」の1つである『pop'n music』を題材としている。

## 概要
ビューアアプリ『Book Surfing（ブックサーフィン）』に対応したデジタルコミック作品。ポップンシリーズをリスペクトする複数の作家達が週代わりで描くアンソロジー形式になっているが、稀に公式のデザイナーが描いている場合もある。珍しいキャラクター同士の組み合わせや、キャラクターの新しい一面が見られたりと、多彩な内容になっている。内容はギャグが主であり、時としてシュールな面を見せることもある。また、一部の話では一人称や配色などが公式設定と食い違っている場合もある。
2006年8月25日のリニューアル創刊号からiモードとYahoo!ケータイ（旧・ボーダフォンライブ）向けサイトにて、後に2006年9月22日からはEZweb向けサイトにて、有料ゲームサイト「コナミネットDX」内の1コーナー「週刊コナミプチ（旧・週刊コナミ）」、および同社の別の有料コミックサイト「週刊コナミ（旧・デジタルコミックス）」内で配信が開始された。基本的に毎週金曜日に更新。しかし祝日（ゴールデンウィークなど）が重なった日や年始は休みとなっている。コミックサイト「週刊コナミ」ではこの漫画のバックナンバーも配信されているので、もし見逃してしまってもそちらで閲覧することが可能。
2007年7月6日よりリニューアルされ、全編カラーとなり、効果音なども出るようになった。また、以前は各週2話構成だったものが4話ずつに変更されている。
ちなみに、第100話には記念としてオマケの1コマ（作画は真田元）がある。
2009年11月6日以降、iモードおよびYahoo!ケータイでは最新作を読む場合にコミックサイト「週刊コナミ」への登録が必須となり、ゲームサイト「コナミネットDX」の「週刊コナミプチ」からは同サイトのポイントを消費して一部の過去作品を読めるのみとなった。なお、EZwebでは引き続きポイント消費なしで「週刊コナミプチ」から最新作を閲覧できる。
2011年10月27日をもって、ゲームサイト「コナミネットDX」の「週刊コナミプチ」はサービスが終了し、代わりに新設された「コミックコーナー」にて、アプリではなく画像形式で最新作を閲覧可能になった（887話以降）が、コミックサイト「週刊コナミ」でのビューアアプリによる配信は引き続き行われていた。
2012年3月31日に「週刊コナミ」がサービス終了となり、これに伴い本作も2012年3月23日更新の「934話」をもって配信終了となった。なお「コナミネットDX」では、更新終了後も「コミックコーナー」にて画像形式の887 - 934話のみを閲覧可能となっている。934話は事実上の最終話であるが、最終回のために書き下ろされることなく、中途半端な状態のまま打ち切り的に幕を下ろすことになった。

## 主な作家
樹野こずえ（きの こずえ）
第1話から参加。第84話を最後に引退。
浦地コナツ（うらじ こなつ）
第3話から参加。
nemi（ねみ）
第9・10話のみ参加。
真田元（さなだ はじめ）
第25話から参加。
鯏（あさり）
第57話から参加。
ハナ浩司（はな こうじ）
第89話から参加。
宮西アツ（みやにし あつ）
第93話から参加。初登場時は「西宮アツ」と誤記されていた。
猫柳三郎（ねこやなぎ さぶろう）
第105話から参加。
山本ちかこ（やまもと ちかこ）
第165話から参加。
キリン3号（きりんさんごう）
第200話から参加。
伯珪（はっけ）
第240話から参加。
ソルト（そると）
第248話から参加。
富士原（ふじわら）
第272話から参加。
熊田（くまだ）
第364話から参加。
スルキサトミ（するき さとみ）
第557話から参加。
小枝ケイ（こえだ けい）
第581話から参加。
akaman
家庭用ポップンチームのデザイナー。第37話の後に特別収録でゲスト参加。
shio
AC版ポップンチームのデザイナー。第108話と109話の間に「デジタルコミックス（現・週刊コナミ）」限定で配信された「夏休みヨミキリSP特大号」に特別収録でゲスト参加。
tam
家庭用ポップンチームのデザイナー。第175話の後に特別収録でゲスト参加。なお、原作担当は同じく家庭用ポップンチームのプログラマー、KAN。
eimy
ポップンチームのデザイナー。第300-303話の配信と同時に「週刊コナミ」限定で配信された「特別編2008の1」に特別収録でゲスト参加。
ちっひ
ポップンチームのデザイナー。第304-307話の配信と同時に「週刊コナミ」限定で配信された「特別編2008の2」に特別収録でゲスト参加。